# Mats Lindberg (politiker)
Mats Ivan André Lindberg, född 1 februari 1945 i Umeå landsförsamling, är en svensk ombudsman och politiker (socialdemokrat), som mellan 1986 och 2001 var riksdagsledamot för Västerbottens läns valkrets.